# St. Ingbert

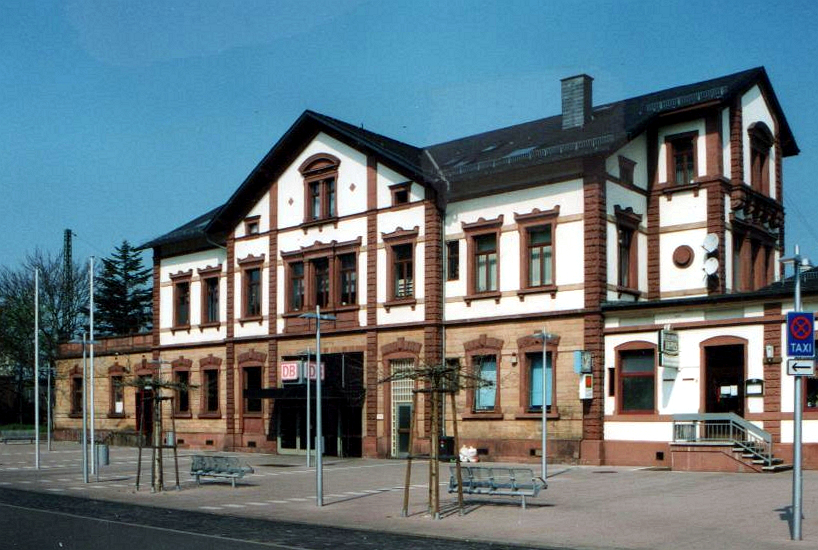
Järnvägsstationen

St. Ingbert (Sankt Ingbert) är en stad i distriktet Saarpfalz-Kreis i Saarland, Tyskland, med cirka 35 000 invånare. Den ligger ungefär 10 kilometer nordöst om Saarbrücken och 10 kilometer sydväst om Neunkirchen.